# 布里恩茨湖畔上里德

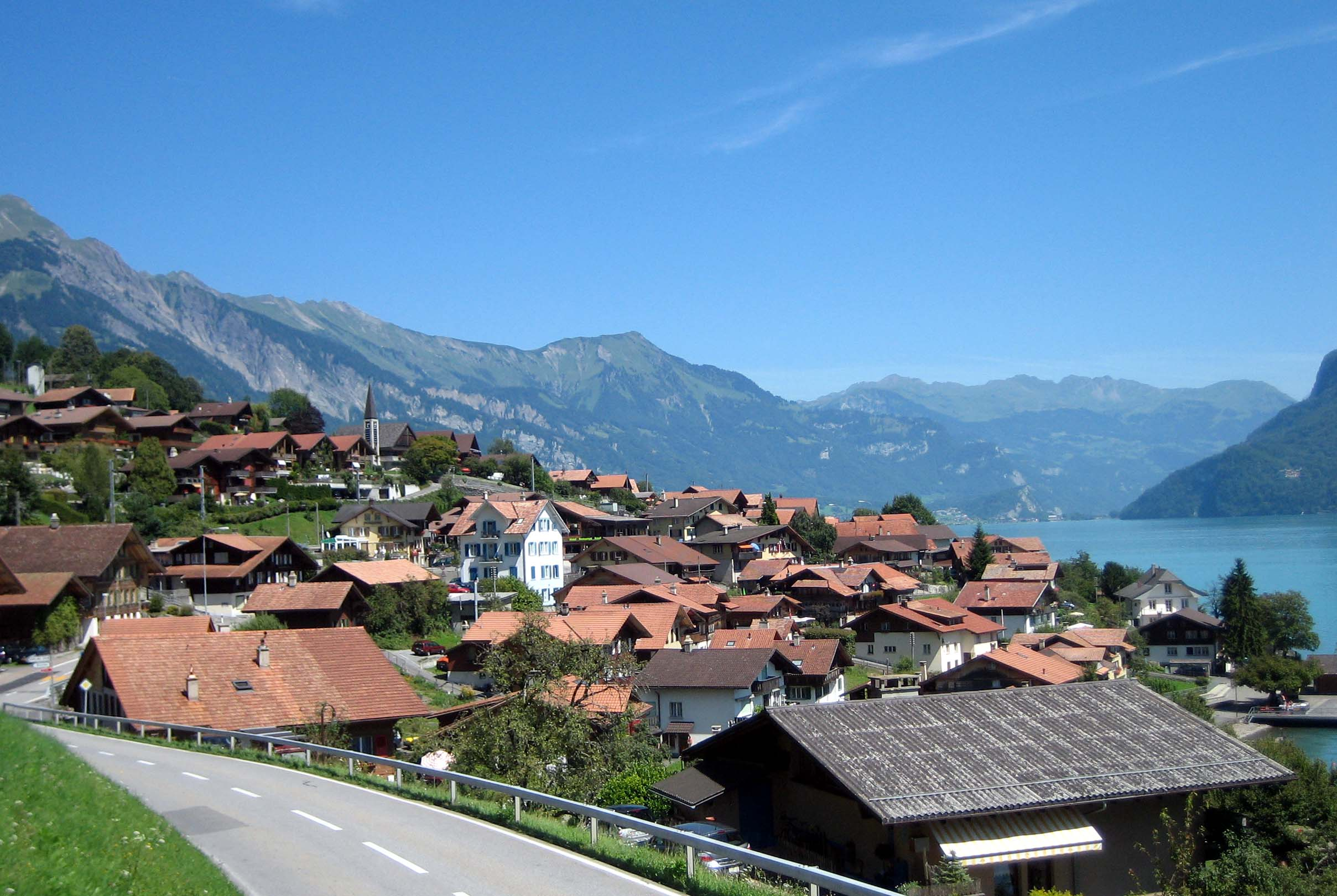

布里恩茨湖畔上里德（德语：Oberried am Brienzersee）是瑞士的城鎮，位於該國中西部，由伯恩州負責管轄，面積20.12平方公里，海拔高度570米，2011年人口468，七成半人口信奉基督教，人口密度每平方公里23人。
46°44′06″N 7°57′18″E / 46.735°N 7.955°E